# NGC 643
NGC 643 ist die Bezeichnung eines offenen Sternhaufens im Sternbild Kleine Wasserschlange am Südsternhimmel, welcher im Jahre 1835 vom britischen Astronomen John Herschel beobachtet wurde.